# Cantone di Chaniers
Il Cantone di Chaniers è una divisione amministrativa dell'arrondissement di Saintes e dell'arrondissement di Saint-Jean-d'Angély.
È stato costituito a seguito della riforma approvata con decreto del 27 febbraio 2014, che ha avuto attuazione dopo le elezioni dipartimentali del 2015.

## Composizione
Comprende i 27 comuni di:
- Aujac
- Aumagne
- Authon-Ébéon
- Bercloux
- Brizambourg
- Burie
- Bussac-sur-Charente
- Chaniers
- La Chapelle-des-Pots
- Chérac
- Dompierre-sur-Charente
- Le Douhet
- Écoyeux
- Fontcouverte
- La Frédière
- Juicq
- Migron
- Nantillé
- Saint-Bris-des-Bois
- Saint-Césaire
- Saint-Hilaire-de-Villefranche
- Saint-Sauvant
- Saint-Vaize
- Sainte-Même
- Le Seure
- Vénérand
- Villars-les-Bois